# اولیه‌نا
اولیه‌نا (به ایتالیایی: Oliena) یک کومونه در ایتالیا است که در استان نیورو واقع شده‌است. اولیه‌نا ۱۶۵٫۳۷ کیلومتر مربع مساحت و ۷٬۴۱۸ نفر جمعیت دارد و ۳۶۵ متر بالاتر از سطح دریا واقع شده‌است.